# لیلی‌خانه (ورزقان)
لیلی‌خانه یکی از روستاهای استان آذربایجان شرقی است که در دهستان بکرآباد بخش مرکزی شهرستان ورزقان واقع شده‌است.